# Grand Prix Mexico City 2024
Grand Prix Mexico City 2024 (oficiálně Formula 1 Gran Premio de la Ciudad de México 2024) se jela na okruhu Autódromo Hermanos Rodríguez v Mexico City v Mexiku dne 27. října 2024. Závod byl dvacátým v pořadí v sezóně 2024 šampionátu Formule 1.

## Kvalifikace
Kvalifikace se uskutečnila 26. října 2024 v 15:00 místního času (UTC−6).
| Poř.                        | Č. | Jezdec           | Konstruktér                  | Časy v kvalifikaci | Časy v kvalifikaci | Časy v kvalifikaci | Pořadí na startu |
| Poř.                        | Č. | Jezdec           | Konstruktér                  | Q1                 | Q2                 | Q3                 | Pořadí na startu |
| --------------------------- | -- | ---------------- | ---------------------------- | ------------------ | ------------------ | ------------------ | ---------------- |
| 1                           | 55 | Carlos Sainz Jr. | Ferrari                      | 1:16.778           | 1:16.515           | 1:15.946           | 1                |
| 2                           | 1  | Max Verstappen   | Red Bull Racing-Honda RBPT   | 1:16.803           | 1:16.514           | 1:16.171           | 2                |
| 3                           | 4  | Lando Norris     | McLaren-Mercedes             | 1:16.505           | 1:16.301           | 1:16.260           | 3                |
| 4                           | 16 | Charles Leclerc  | Ferrari                      | 1:16.972           | 1:16.641           | 1:16.265           | 4                |
| 5                           | 63 | George Russell   | Mercedes                     | 1:17.194           | 1:16.937           | 1:16.356           | 5                |
| 6                           | 44 | Lewis Hamilton   | Mercedes                     | 1:17.306           | 1:16.973           | 1:16.651           | 6                |
| 7                           | 20 | Kevin Magnussen  | Haas-Ferrari                 | 1:17.125           | 1:17.003           | 1:16.886           | 7                |
| 8                           | 10 | Pierre Gasly     | Alpine-Renault               | 1:17.149           | 1:17.048           | 1:16.892           | 8                |
| 9                           | 23 | Alexander Albon  | Williams-Mercedes            | 1:17.189           | 1:16.988           | 1:17.065           | 9                |
| 10                          | 27 | Nico Hülkenberg  | Haas-Ferrari                 | 1:17.186           | 1:16.995           | 1:17.365           | 10               |
| 11                          | 22 | Júki Cunoda      | RB-Honda RBPT                | 1:17.182           | 1:17.129           |                    | 11               |
| 12                          | 30 | Liam Lawson      | RB-Honda RBPT                | 1:17.380           | 1:17.162           |                    | 12               |
| 13                          | 14 | Fernando Alonso  | Aston Martin Aramco-Mercedes | 1:17.307           | 1:17.168           |                    | 13               |
| 14                          | 18 | Lance Stroll     | Aston Martin Aramco-Mercedes | 1:17.407           | 1:17.294           |                    | 14               |
| 15                          | 77 | Valtteri Bottas  | Kick Sauber-Ferrari          | 1:17.393           | 1:17.817           |                    | 15               |
| 16                          | 43 | Franco Colapinto | Williams-Mercedes            | 1:17.558           |                    |                    | 16               |
| 17                          | 81 | Oscar Piastri    | McLaren-Mercedes             | 1:17.597           |                    |                    | 17               |
| 18                          | 11 | Sergio Pérez     | Red Bull Racing-Honda RBPT   | 1:17.611           |                    |                    | 18               |
| 19                          | 31 | Esteban Ocon     | Alpine-Renault               | 1:17.617           |                    |                    | PL               |
| 20                          | 24 | Čou Kuan-jü      | Kick Sauber-Ferrari          | 1:18.072           |                    |                    | 19               |
| 107 % času vítěze: 1:21.860 |    |                  |                              |                    |                    |                    |                  |
| Zdroj:                      |    |                  |                              |                    |                    |                    |                  |

Poznámky
1. ↑  Esteban Ocon se kvalifikoval jako 19., musel ale odstartovat z boxů kvůli výměně komponentů pohonné jednotky během parc fermé.

## Závod
Závod se uskutečnil 27. října 2024 ve 14:00 místního času (UTC−6).
| Poř.                                                               | No. | Jezdec           | Konstruktér                  | Počet kol | Čas/Odstoupení | Start | Body |
| ------------------------------------------------------------------ | --- | ---------------- | ---------------------------- | --------- | -------------- | ----- | ---- |
| 1                                                                  | 55  | Carlos Sainz Jr. | Ferrari                      | 71        | 1:40:55.800    | 1     | 25   |
| 2                                                                  | 4   | Lando Norris     | McLaren-Mercedes             | 71        | +4.705         | 3     | 18   |
| 3                                                                  | 16  | Charles Leclerc  | Ferrari                      | 71        | +34.387        | 4     | 16   |
| 4                                                                  | 44  | Lewis Hamilton   | Mercedes                     | 71        | +44.780        | 6     | 12   |
| 5                                                                  | 63  | George Russell   | Mercedes                     | 71        | +48.536        | 5     | 10   |
| 6                                                                  | 1   | Max Verstappen   | Red Bull Racing-Honda RBPT   | 71        | +59.558        | 2     | 8    |
| 7                                                                  | 20  | Kevin Magnussen  | Haas-Ferrari                 | 71        | +1:03.642      | 7     | 6    |
| 8                                                                  | 81  | Oscar Piastri    | McLaren-Mercedes             | 71        | +1:04.928      | 17    | 4    |
| 9                                                                  | 27  | Nico Hülkenberg  | Haas-Ferrari                 | 70        | +1 kolo        | 10    | 2    |
| 10                                                                 | 10  | Pierre Gasly     | Alpine-Renault               | 70        | +1 kolo        | 8     | 1    |
| 11                                                                 | 18  | Lance Stroll     | Aston Martin Aramco-Mercedes | 70        | +1 kolo        | 14    |      |
| 12                                                                 | 43  | Franco Colapinto | Williams-Mercedes            | 70        | +1 kolo        | 16    |      |
| 13                                                                 | 31  | Esteban Ocon     | Alpine-Renault               | 70        | +1 kolo        | PL    |      |
| 14                                                                 | 77  | Valtteri Bottas  | Kick Sauber-Ferrari          | 70        | +1 kolo        | 15    |      |
| 15                                                                 | 24  | Čou Kuan-jü      | Kick Sauber-Ferrari          | 70        | +1 kolo        | 19    |      |
| 16                                                                 | 30  | Liam Lawson      | RB-Honda RBPT                | 70        | +1 kolo        | 12    |      |
| 17                                                                 | 11  | Sergio Pérez     | Red Bull Racing-Honda RBPT   | 70        | +1 kolo        | 18    |      |
| Ret                                                                | 14  | Fernando Alonso  | Aston Martin Aramco-Mercedes | 15        | Brzdy          | 13    |      |
| Ret                                                                | 23  | Alexander Albon  | Williams-Mercedes            | 0         | Kolize         | 9     |      |
| Ret                                                                | 22  | Júki Cunoda      | RB-Honda RBPT                | 0         | Kolize         | 11    |      |
| Nejrychlejší kolo: Charles Leclerc (Ferrari) – 1:18.336 (71. kolo) |     |                  |                              |           |                |       |      |
| Zdroj:                                                             |     |                  |                              |           |                |       |      |

Poznámky
1. ↑  Včetně bodu za nejrychlejší kolo.
2. ↑  Franco Colapinto obdržel penalizaci 10 sekund za nehodu s Liamem Lawsonem. Jeho konečná pozice tím nebyla ovlivněna.

## Průběžné pořadí po závodě
|        | Pořadí | Jezdec           | Body |
| ------ | ------ | ---------------- | ---- |
|        | 1      | Max Verstappen   | 362  |
|        | 2      | Lando Norris     | 315  |
|        | 3      | Charles Leclerc  | 291  |
|        | 4      | Oscar Piastri    | 251  |
|        | 5      | Carlos Sainz Jr. | 240  |
| Zdroj: |        |                  |      |

|        | Pořadí | Konstruktér                  | Body |
| ------ | ------ | ---------------------------- | ---- |
|        | 1      | McLaren-Mercedes             | 566  |
| 1      | 2      | Ferrari                      | 537  |
| 1      | 3      | Red Bull Racing-Honda RBPT   | 512  |
|        | 4      | Mercedes                     | 366  |
|        | 5      | Aston Martin Aramco-Mercedes | 86   |
| Zdroj: |        |                              |      |